# Расположени за љубав
Расположени за љубав (кин: 花樣年華) је љубавно-драмски филм из 2000. године, режисера, сценаристе и продуцента Вонг Карваја, снимљен у копродукцији Хонгконга и Француске. Радња прати мушкарца (Тони Леунг) и жену (Меги Чунг) 1962. године који откривају да њихови супружници имају аферу. Док проводе време заједно, постепено почињу да развијају осећања једно према другом. Ово је други део неформалне трилогије коју такође чине Days of Being Wild и 2046.
Филм је премијерно приказан 20. маја 2000. у званичној конкуренцији на Канском фестивалу, где је добио похвале критичара. Леунг је освојио награду за најбољег глумца, тиме поставши први глумац из Хонгконга који је добио ово признање. Филм је изабран за хонгконшког кандидата за Оскара у категорији за најбољи филм на страном језику, али није био номинован. Често се наводи као један од најбољих филмова свих времена и као једно од најзначајнијих остварења азијске кинематографије.

## Радња
У Хонгконгу 1962. године, шангајски емигранти Чоу Мо-ван, новинар, и Су Ли-џен (госпођа Чен), секретарица, изнајмљују собе у суседним становима. Њихови супружници често раде до касно, остављајући их саме током прековремених смена. Због пријатељског, али наметљивог присуства њихове шангајске газдарице, госпође Суен, и комшија који непрестано играју маџонг заједно, Чоу и Су често остају сами у својим собама и ретко вечерају са осталим станарима.
Иако су у почетку учтиви једно према другом само из обзира, постепено се зближавају када схвате да њихови супружници имају аферу једно са другим. Чоу примећује да његова жена има ташну која се може купити само у иностранству — исту ону коју је Суин муж купио њој. Су, заузврат, примећује да њен муж носи кравату исту као ону коју има Чоу, а коју му је поклонила супруга. Док састављају делове истине, почињу да реконструишу како је афера могла да почне. Иако су обоје свесни да су их супружници издали, труде се да не понове исту грешку.
Чоу позива Су да му помогне у писању серијала о борилачким вештинама. Њихово све чешће виђање изазива пажњу комшија, па Чоу изнајмљује собу у хотелу како би могли да раде у приватности. Временом признају да имају све јача осећања једно према другом. Настављају да играју улоге својих супружника, али емотивни терет све више узнемирава Су. Понекад престану да разговарају, али се касније поново повежу. Када Чоу добије понуду за посао у Сингапуру, позива Су да пође са њим. Она пристаје, али стиже у хотел прекасно и пада у очајање у празној соби.
Следеће године, у Сингапуру, Чоу приповеда пријатељу стару причу: када би неко имао тајну, попео би се на планину, изрезао шупљину у дрвету, шапнуо тајну у њу и запечатио је блатом. Су касније посећује Чоуов стан у Сингапуру. Позива га телефоном, али не каже ништа када се он јави. Након тога, Чоу у пепељари примећује опушак са трагом кармина и схвата да је Су била ту.
Три године касније, Су посећује госпођу Суен, која се спрема да емигрира у Сједињене Америчке Државе, и распитује се о изнајмљивању свог старог стана. Нешто касније, Чоу се враћа у Хонгконг да посети своје некадашње станодавце, породицу Ку, који су се преселили на Филипине. Пита за породицу Суен из суседства, а нови власник га обавештава да сада тамо живе жена и њен син. Чоу одлази, несвестан да у стану поред сада живе Су и њен мали син.
Током Вијетнамског рата, Чоу путује у Камбоџу и посећује Ангкор Ват. Док га један монах посматра, он шапуће у шупљину у зиду и затвара је блатом.

## Улоге
| Глумац       | Улога                   |
| ------------ | ----------------------- |
| Меги Чунг    | Су Ли-џен (госпођа Чен) |
| Тони Леунг   | Чоу Мо-ван              |
| Су Пинг Лам  | Ах Пинг                 |
| Ребека Пан   | госпођа Суен            |
| Кели Лај Чен | господин Хо             |
| Чан Ман-леи  | господин Ку             |
| Рој Чунг     | господин Чен (глас)     |
| Полин Сун    | госпођа Чоу             |